# Älvsborgs Nyheter (1908)
Älvsborgs nyheter var en dagstidning utgiven i Alingsås 29 november 1908 till den 28 februari 1931. Endast provnummer kom ut under 1908.
Tidningens fullständiga titel var i slutet Älvsborgs Nyheter / Alingsås Nyheter. Tidigare stavades med E Elfsborgs Nyheter, Tidning för Alingsås stad och Elfsborgs län var den ursprungliga titeln.

## Redaktion
Redaktionsort för tidningen var Alingsås hela tiden. Politisk tendens  i tidningen var moderat höger men 1924 skattades den som frisinnad. Tidningen slogs samman med Alingsås Nyheter 1920.
| Period                 | Ansvarig utgivare                                                                   | Titel      | Period                 | Redaktör             |
| 1908-11-10--1912-09-03 | Borgstrand, Carl Wilhelm                                                            | redaktör   | 1908-11-27--1912-09-03 | Borgstrand, C.W.     |
| 1912-09-04--1915-03-05 | Stuge, Anders Helmer Andersson                                                      | redaktören | 1912-09-06--1915-03-12 | Stuge, Helmer        |
| 1915-03-06--1916-09-17 | Ewald, Gustaf Evald                                                                 |            | 1915-03-16--1916-09-29 | Ewald, Gustaf        |
| 1916-09-18--1920-04-28 | Agrell, Axel                                                                        | redaktören | 1916-10-03--1920-07-30 | Agrell, Axel         |
| 1920-04-29--1920-08-18 | Agrell, Axel (ansvarig för båda tidningarna Elfsborgs Nyheter och Alingsås Nyheter) | redaktören | 1919-06-10--1920-05-04 | Landelius, Otto Rob. |
| 1920-08-19--1923-09-30 | Ewald, Gustaf Evald                                                                 | redaktören | 1920-08-03--1923-09-28 | Ewald, Gustaf        |
| 1923-10-01--1925-11-11 | Nylin, Karl Axel för Älvsborgs nyheter                                              | redaktören | 1923-10-01--1931-02-28 | Nylin, Karl Axel     |
| 1925-11-12--1928-10-24 | Blomqvist, John Harald Teodor                                                       | redaktören |                        |                      |
| 1928-10-25--1931-02-28 | Landin, Gustaf Adolf                                                                | redaktören |                        |                      |

## Tryckning och utgivningsdagar
Tidningen trycktes för i fyra provnummer 29 november till 18 december 1908. Tryckeri 1908-1909 var Elanders boktryckeri aktiebolag i Göteborg, sedan 1909-1919 Alingsås tryckeriaktiebolag i Alingsås. Utgivningsuppehåll 1919-07-06--1919-07-17 på grund av typografstrejk. Tryckningen återvände till Göteborg hos Josef Bergendahls boktryckeri en månad 1919, möjligen orsakat av strejken, innan Alingsås tryckeri aktiebolag tog över igen till 1923. 1923-1931 var Alingsås tryckeri, Adolf Emnér tryckeri.
Tryckningen var bara i trycksvärta med antikva på stora satsytor 62x 45 cm stora. Sidantalet var 4-8 sidor som trycktes i en upplaga cirka 3000, mest 3750 år 1913. Upplagesiffror för tidningen senare år saknas. Priset var i början 1,75 kr, steg 1920 till 4 kronor och var 5,50 kr 1931.
Utgivningen var 1908 endast fredagar, 1909 två gånger i veckan. En vecka 1909 i augusti blev det sexdagarstidning, men man återgick till tisdag och fredag de följande 10 åren. 1919 ändrades dagarna till måndag och fredag eftermiddag. en kort period på en månad var den endagarstidning 1919 innan den återgick till tvådagars den 30 augusti 1919.